# رین لانگ
رین لانگ (استونیایی: Rein Lang؛ زادهٔ ۴ ژوئیهٔ ۱۹۵۷) سیاست‌مدار اهل استونی است.
وی از سال ۲۰۱۱ تا ۲۰۱۳ وزیر فرهنگ استونی، از سال ۲۰۰۵ تا ۲۰۱۱ وزیر دادگستری استونی و در سال ۲۰۰۵ وزیر امور خارجه استونی بوده است.